# Eriaxis rigida
Eriaxis rigida – gatunek roślin jednoliściennych z rodziny storczykowatych (Orchidaceae). Jedyny przedstawiciel monotypowego rodzaju Eriaxis. Występuje jako endemit na Nowej Kaledonii, gdzie rośnie w pełnym słońcu w świetlistych zaroślach na ubogich glebach, zasobnych w rudy metali. Mimo posiadania atrakcyjnych kwiatów, gatunek nie jest uprawiany ze względu na wielkie trudności z jego uprawą poza naturalnym dla niego siedliskiem.

## Morfologia
Wzniesiona bylina ze sztywnymi, skórzastymi liśćmi. Kwiaty różowe, efektowne.

## Systematyka
Rodzaj sklasyfikowany do plemienia Vanilleae, podrodzina waniliowe (Vanilloideae), rodzina storczykowate (Orchidaceae), rząd szparagowce (Asparagales) w obrębie roślin jednoliściennych.